# Ramiz Alia
Ramiz Alia (n. 18 octombrie 1925, Shkodër, Albania – d. 7 octombrie 2011, Tirana, Albania) a fost un om politic albanez, primul președinte al Albaniei de după căderea comunismului.
L-a succedat pe Enver Hoxha și a deținut funcția supremă în stat în perioada 30 aprilie 1991 - 9 aprilie 1992, fiind la rându-i succedat de Sali Berisha.